# هاري (مغنية)
هاري (هانغل: 하리) هي مغنية كورية جنوبية، ولدت في 6 فبراير 1990.